# Paco Sanz Mora
Paco Sanz Mora (Aravaca, Madrid, 15 de noviembre de 2004) es un futbolista español que juega como defensa central en la UD Almería "B" de la Segunda Federación.

## Trayectoria
Nacido en Aravaca, Madrid, es nieto de Lorenzo Sanz e hijo del exfutbolista Paco Sanz, que inicia su carrera en las categorías inferiores del Getafe CF, antes de unirse en 2022 al equipo juvenil de la UD Almería.
En la temporada 2023-24, forma parte de la plantilla del UD Almería "B" de la Tercera Federación.
Logra debutar con el primer equipo el 25 de mayo de 2024, en una victoria por 6-1 frente al Cádiz CF en la Primera División.

## Clubes
Actualizado al último partido disputado el 27 de mayo de 2024.
| Club           | País   | Año       | Partidos | Goles |
| -------------- | ------ | --------- | -------- | ----- |
| UD Almería "B" | España | 2023-act. | 29       | 2     |
| UD Almería     | España | 2024-act. | 1        | 0     |